# Alameda del Valle
Alameda del Valle è un comune spagnolo di 175 abitanti situato nella comunità autonoma di Madrid.

## Geografia fisica
Si trova nel nord-est della comunità autonoma di Madrid, nella comarca de la Sierra Norte, vicino al valico di Malagosto. Sorge sulla riva sinistra del fiume Lozoya, nell'alta valle del corso d'acqua. La valle è formata, oltre che da Alameda, anche dai comuni di Rascafría, Lozoya e Pinilla del Valle. La zona è ricca di vegetazione.